# Mitrephora maingayi
Mạo đài Maingay (danh pháp khoa học: Mitrephora maingayi) là loài thực vật có hoa thuộc họ Na. Loài này được Joseph Dalton Hooker & Thomas Thomson mô tả khoa học năm 1872 và được Plants of the World Online công nhận là loài hợp lệ.
The Plant List coi Mitrephora maingayi chỉ là danh pháp đồng nghĩa của Mitrephora teysmannii Scheff., 1869

## Từ nguyên
Tên loài là để vinh danh nhà thực vật học người Anh là Alexander Carroll Maingay, người đã thu thập mẫu để Hooker và Thomson kiểm tra.

## Phân bố
Loài này là bản địa Bangladesh, Borneo, Campuchia, Lào, Thái Lan, Malaysia, Myanmar, Sumatra và Việt Nam.

## Mô tả
Loài này là cây gỗ. Lá có kích thước 8-18 x 3-6 cm và nhọn đỉnh, nhẵn bóng ở mặt trên. Cuống lá dài 0,6-1,3 cm. Hoa rủ xuống, màu vàng với phớt đỏ. Hoa có 3 lá đài màu nâu có lông tơ che phủ rậm rạp.

### Sinh sản
Sử dụng danh pháp đồng nghĩa là Mitrephora teysmannii, Yunyun Shao và Fengxia Xu thông báo rằng phấn hoa của M. maingayi được rải ra như những bộ bốn thường xuyên.